# Бањери (Бјела)
Бањери је насеље у Италији у округу Бијела, региону Пијемонт.
Према процени из 2011. у насељу је живело 5 становника. Насеље се налази на надморској висини од 881 м.